# Myllokunmingia fengjiaoa
A Myllokunmingia fengjiaoa egy kora kambriumi gerinchúros élőlény. A legősibb ismert koponyások egyike, mely nagyjából 524 millió évvel ezelőtt élt. A faj holotípusát a kínai Maotianshan-palában (Yunnan tartomány, Chengjiang megye) fedezték fel.

## Leírás
A holotípus fosszíliájának hossza 28 mm, magassága 6 mm. Koponyája valószínűleg porcból épült fel, mivel a vázrendszer elemei nem mineralizálódtak. Teste feji és törzsi részre tagolódik. A törzsön egy vitorlaszerű hátúszó (1,5 mm), és valószínűleg páros hasúszó található. A fejen öt vagy hat kopoltyúnyílás lehetett. A gerinchúr, a garat és az emésztőcsatorna végigfutott a testen, a szájnyílás azonban nem azonosítható egyértelműen.

## Lásd még
- Kambriumi robbanás

## Külső hivatkozások
- Sciencenews.org – Waking Up to the Dawn of Vertebrates Archiválva 2013. május 24-i dátummal a Wayback Machine-ben
- BBC News – Oldest fossil fish caught

## Fordítás
- Ez a szócikk részben vagy egészben  a   Myllokunmingia című angol Wikipédia-szócikk ezen változatának fordításán alapul.  Az eredeti cikk szerkesztőit annak laptörténete sorolja fel. Ez a jelzés csupán a megfogalmazás eredetét és a szerzői jogokat jelzi, nem szolgál a cikkben szereplő információk forrásmegjelöléseként.